# Germaine Lindsay
Germaine Maurice Lindsay ps. Abdullah Shaheed Jamal (ur. 23 września 1985 w Kingston na Jamajce, zm. 7 lipca 2005 w Londynie) – jeden z czterech terrorystów, którzy dokonali udanego zamachu na londyńskie metro. Lindsay zdetonował bombę w pociągu linii Piccadilly pomiędzy stacjami Russell Square i King’s Cross, w wyniku czego zginęło 26 osób, w tym on sam.